# Buurtspoorwegen van de provincie Luxemburg

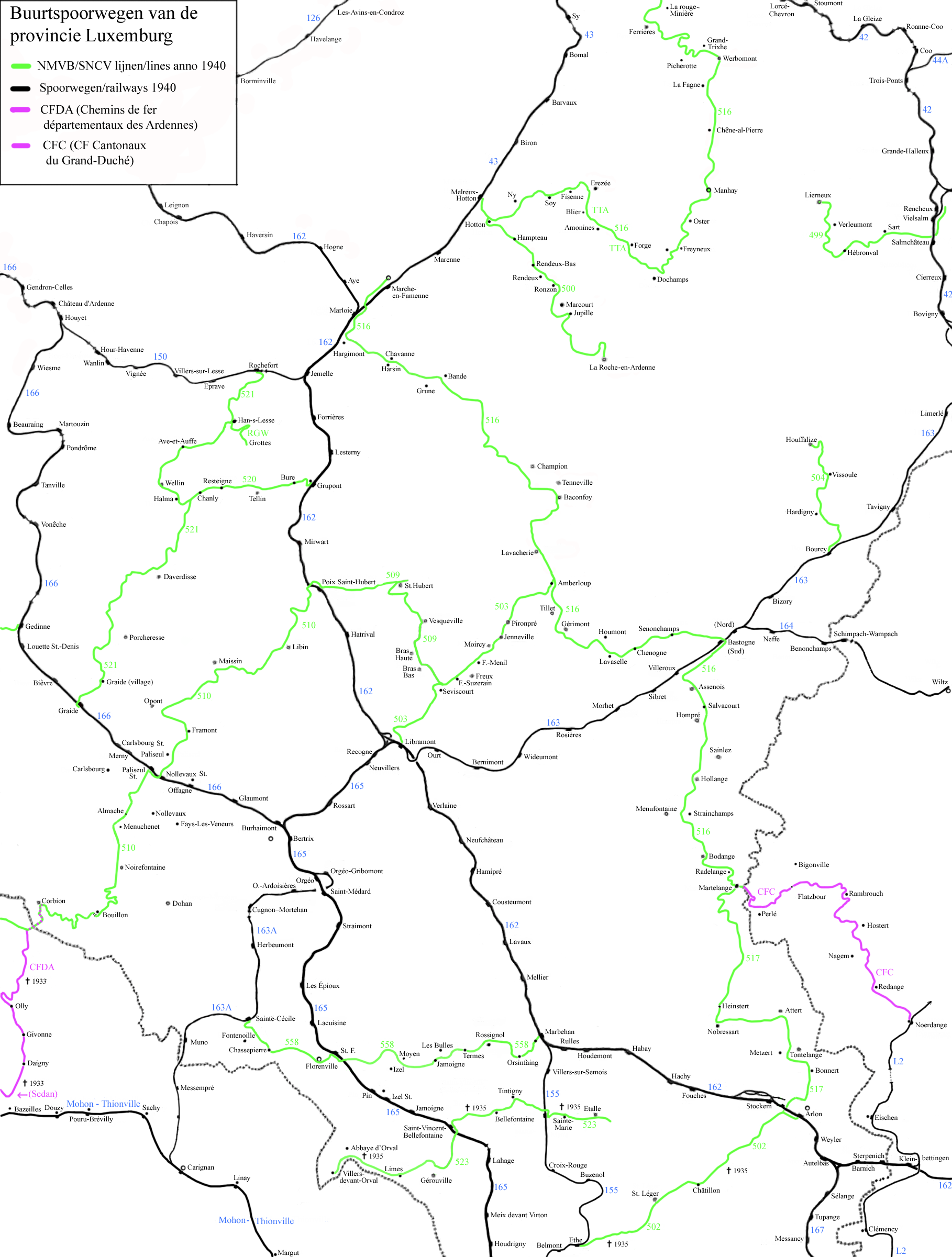
Buurtspoorwegen van de provincie Luxemburg, stand 1940 voor de lijnen en de spoorwegen

De groep Buurtspoorwegen van de provincie Luxemburg was een onderdeel van de Nationale Maatschappij van Buurtspoorwegen. De NMVB was georganiseerd in regionale groepen die een grote zelfstandigheid en eigen beleid hadden. De Luxemburgse groep werkte echter wel nauw samen met de groep van de provincie Namen. Oorspronkelijk waren alle lijnen in de provincie geëxploiteerd door pachters die hun eigen lijnen, stelplaats en organisatie hadden. De NMVB heeft bij de overname van de concessies, de pachterorganisatie meestal niet veranderd. De buurtspoorlijnen in provincie zijn niet verbonden met het nationaal buurtspoorwegnet en vormen ook geen groot provinciaal net. Er zijn diverse niet aan elkaar verbonden lijngroepen, behalve de Poix en Aarlen groepen bij Amberloup. Daarnaast zijn er nog diverse geïsoleerde lijnen. Geen enkele lijn is geëlektrificeerd geweest.

## Lijngroepen
(lijnnummers uit het spoorboek)

### Melreux
- 500 La Roche-en-Ardenne – Jupille – Rendeux (Ronzon, Bas)– Hampteau – Hotton – Melreux: Pachter tot 1921 was de TLB (SA pour l'Exploitation de Tramways dans le Luxembourg Belge) Deze lijn volgt de Ourthe rivier. Voor de Eerste Wereldoorlog is men met de aanleg van de verlenging naar Baconfoy (groep Aarlen, lijn 516) begonnen, maar deze lijn is niet voltooid.
- 579 Melreux – Hotton (station) – Soy – Érezée – Dochamps – Freyneux – Manhay – Werbomont – Ferrières – Xhoris – Comblain-la-Tour: Pachter tot 1921 was de CFVA (SA des Chemins de Fer Vicinaux des Ardennes). (route Comblain-au-Pont - Werbomont: Deze route is een van de meeste bochtige routes van de buurtspoorwegen daar er veel hoogteverschillen overbrugd werden op korte afstand. De vogelvlucht afstand is 11,4 km)

De NMVB heeft op de landschappelijk mooie route van Melreux - Comblain in de jaren vijftig van de twintigste eeuw, trams ingezet met een geluidinstallatie. Dit om de lijn te promoten en toeristen uitleg te geven over het landschap. Dit had weinig succes en de lijn werd samen met de andere buurtspoorlijnen in de streek opgeheven. Later is echter wel door het werk en initiatief van vrijwilligers de sectie Érezée – Dochamps bewaard gebleven. Deze sectie wordt nu als toeristische lijn door de TTA (Tramway Touristique de l'Aisne) uitgebaat.

### Wellin
Vanaf 1 januari 1909 worden alle lijnen van deze groep verpacht aan de RGW (SA pour l'Exploitation du CFV Rochefort - Grottes de Han - Wellin et Extentions) totdat de concessie door de NMVB werd overgenomen in 1955. Alle lijnen, behalve de lijn naar de grotten van Han, die terug verpacht werd aan de RGW, werden dan gesloten. (1955 reizigers, 1957 goederen).
- 520 Grupont – Bure – Tellin – Resteigne – Chanly – (Halma – Wellin)
- 521 Rochefort – Han-sur-Lesse – Wellin – Halma – Daverdisse – Gembes – Porcheresse – Graide (dorp) (station).
- Tram van Han Han-sur-Lesse – Grotten van Han: Deze lijn is nog steeds in dienst en wordt geëxploiteerd door de particuliere maatschappij "SA des Grottes de Han".

### Aarlen

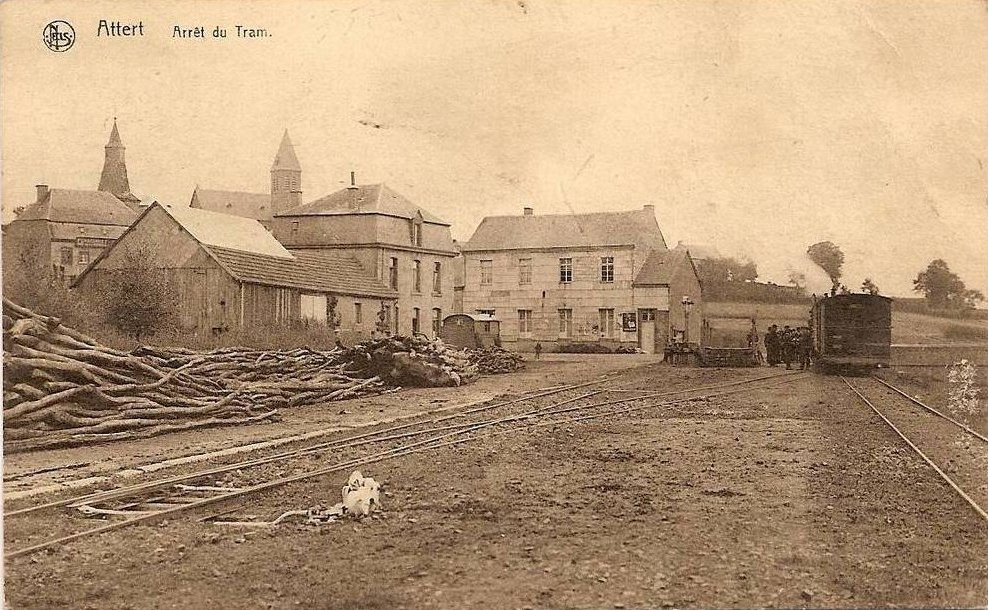
Stoomtram bij het station van Attert

De drie lijnen samen vormen een lange doorgaande lijn van 133 kilometer tussen Ethe en Marche. De pachter tot 1920 was de CFP (SA des Chemins de Fer Provinciaux).
- 502 Ethe – Bleid – Mussy-la-Ville – Saint-Léger – Châtillon – Meix-le-Tige – Toernich – Aarlen
- 517 Aarlen – Heinsch – Aarlen (Sainte-Croix) – Bonnert – Tontelange – Attert – Nobressart – Attert (La Corne) – Martelange (La Folie, Chem. de Habay, station) route Aarlen Martelange
- 516 Martelange – Fauvillers – Hollange – Hompré – Assenois – Bastenaken – Sibret – Tillet – Amberloup – Lavacherie – Baconfoy – Tenneville – Champlon – Bande – Grune – Harsin – Hargimont – Marloie – Marche-en-Famenne route Amberloup Harsin
- 564 : In Martelange was er een goederenaansluiting op de Luxemburgse meterspoortramlijn naar Noerdange van de "Cantonaux Luxembourgeois".[2] De stations lagen 100 meter van elkaar en hadden beide een aansluiting op dezelfde industrie. Voor reizigers waren die 100 meter geen probleem voor een overstap.route

### Poix

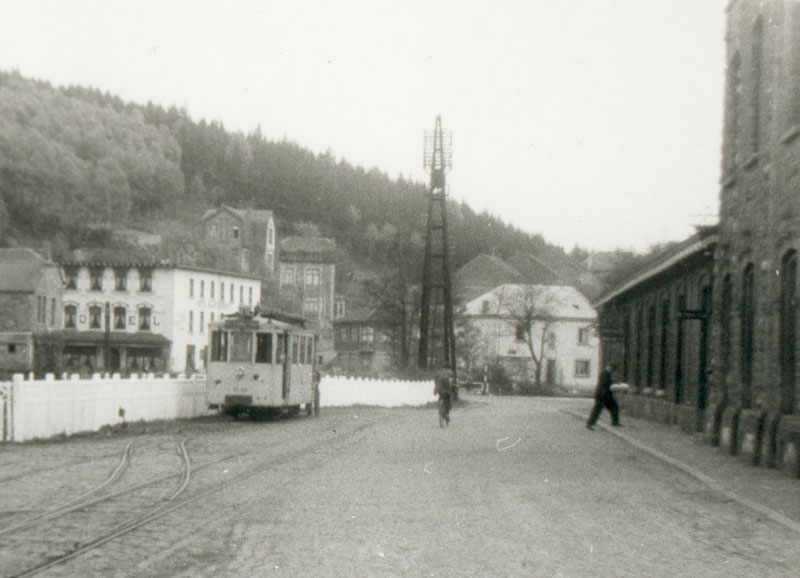
Dieseltram in 1951 bij het station van Poix

Alle lijnen behalve de lijn 503 naar Libramont werden verpacht aan de StHB (SA pour l'Exploitation du CFV de St-Hubert - Bouillon et Extentions) tot 1922.
- 503 Amberloup – Moircy (Jenneville, Station) – Freux (Ménil, Suzerain) – Bras – Libramont. Deze lijn was een verbindingslijn die de groepen van Aarlen en Poix met elkaar verbond, maar er geen deel van uitmaakte. De eigen pachter tot 1920 was de Ard (Societé Anonyme Ardennaise). Route Freux Libramont
- 509 Freux (Suzerain) – Vesqueville – Saint-Hubert – Arville – Poix
- 510 Poix – Libin – Villance – Anloy – Maissin (stelplaats) – Opont – Framont – Paliseul – Nollevaux – Bellevaux – station Noirefontaine – Curfoz – Bouillon – Corbion – Sugny – Pussemange. (route in Bouillon) Tussen Corbion en Sugny reed de lijn door Frankrijk. Vanuit Corbion reed de CFDA (Chemins de fer départementaux des Ardennes) lijn naar Sedan. (route Corbion Olly)[3] In Frankrijk splitste de lijn naar Sugny hier vanaf. In Pussemange was er aansluiting op een andere CFDA meterspoorlijn naar Nouzonville. Franse traject: Pussemange – Rogissart – Gespunsart – Neufmanil – Nouzonville (station aan spoorlijn 138A) (meer gegevens in Pussemange artikel) De afdaling naar Bouillon is volledig te bewandelen vanaf de brandweerkazerne bij Curfoz.

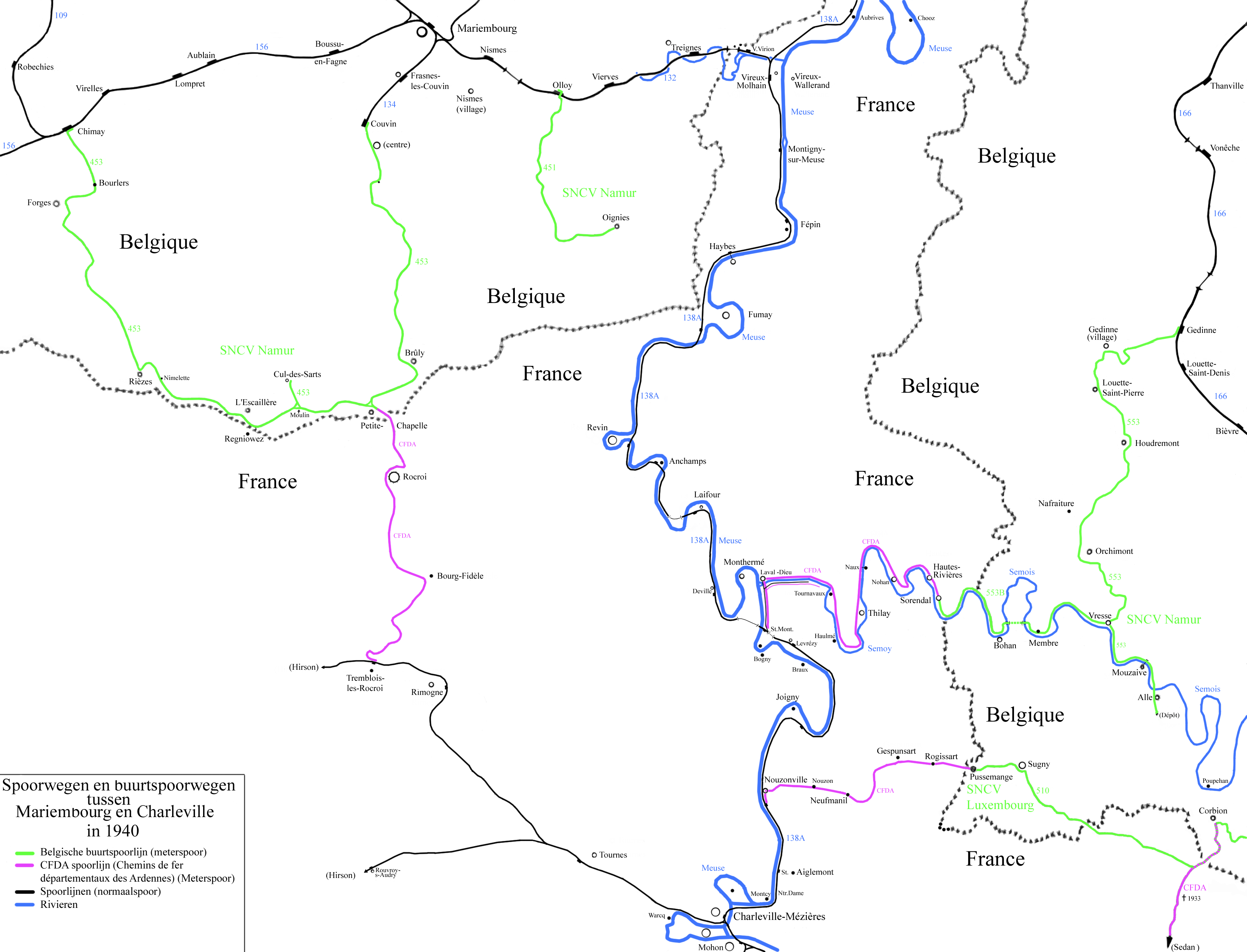
Kaart met CFDA lijnen en de Pussemange lijn
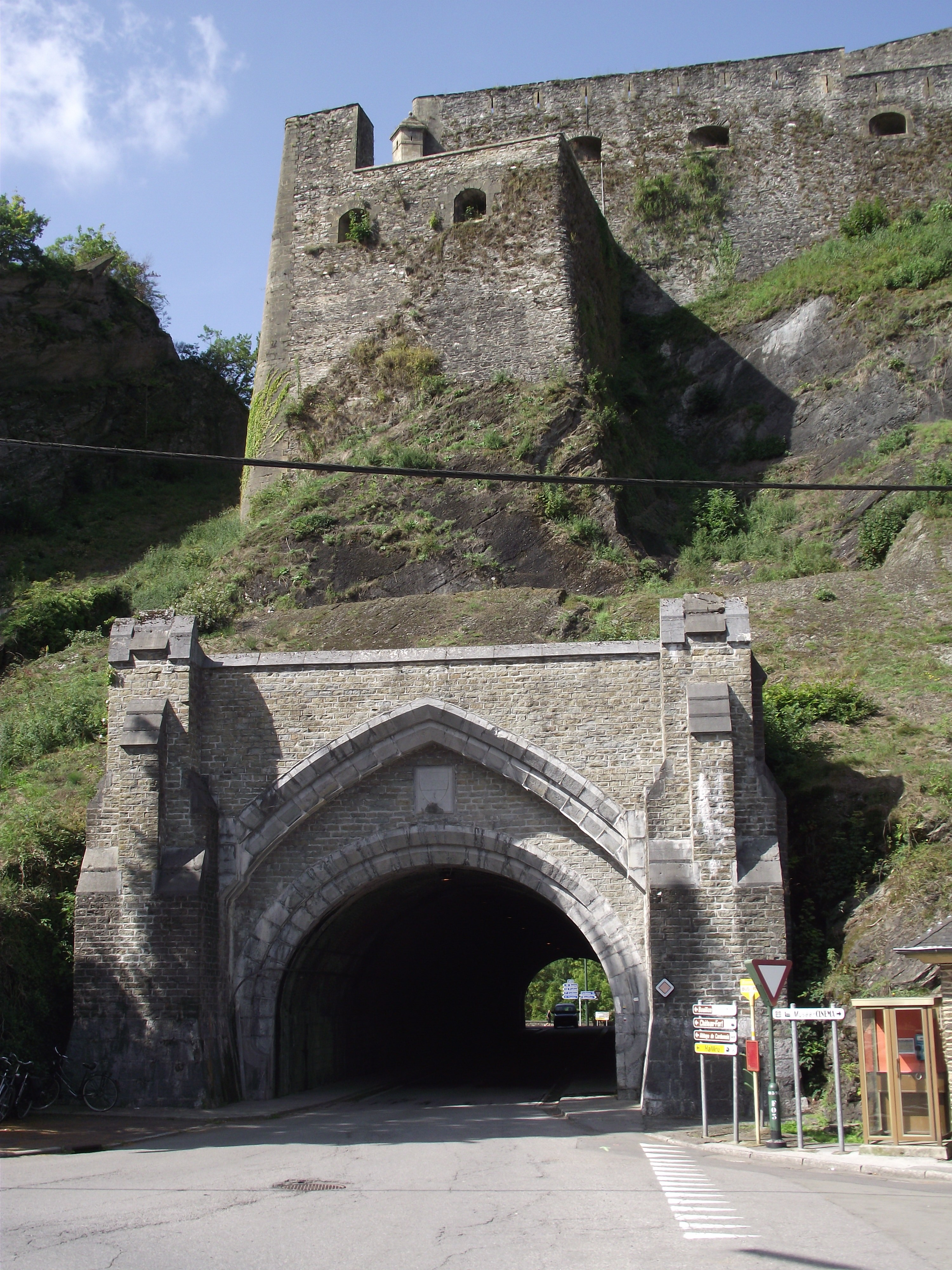
Tunnel die gebruikt werd door de tram naar Corbion onder het fort van Bouillon
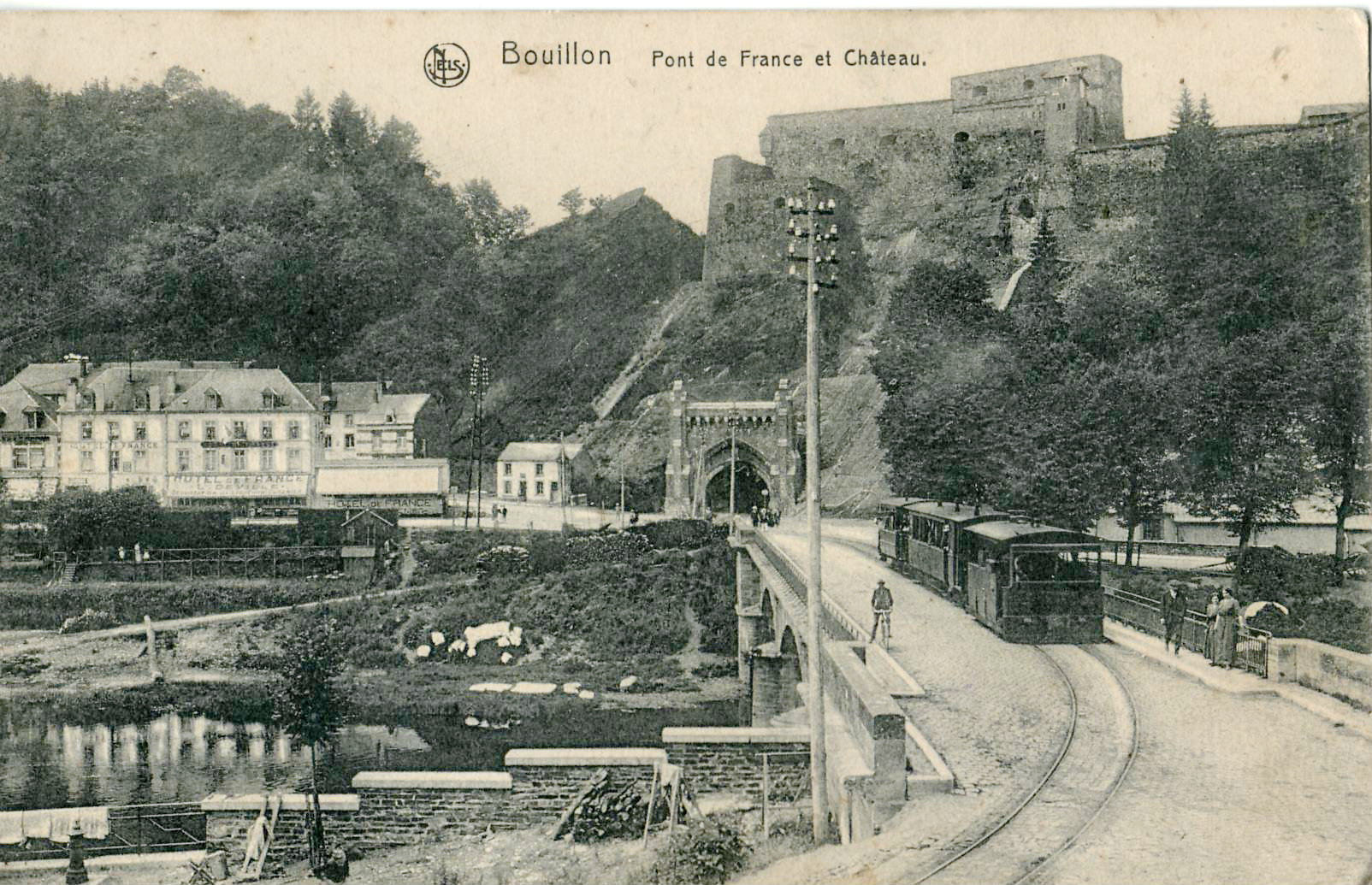
Stoomtram komende vanaf Corbion
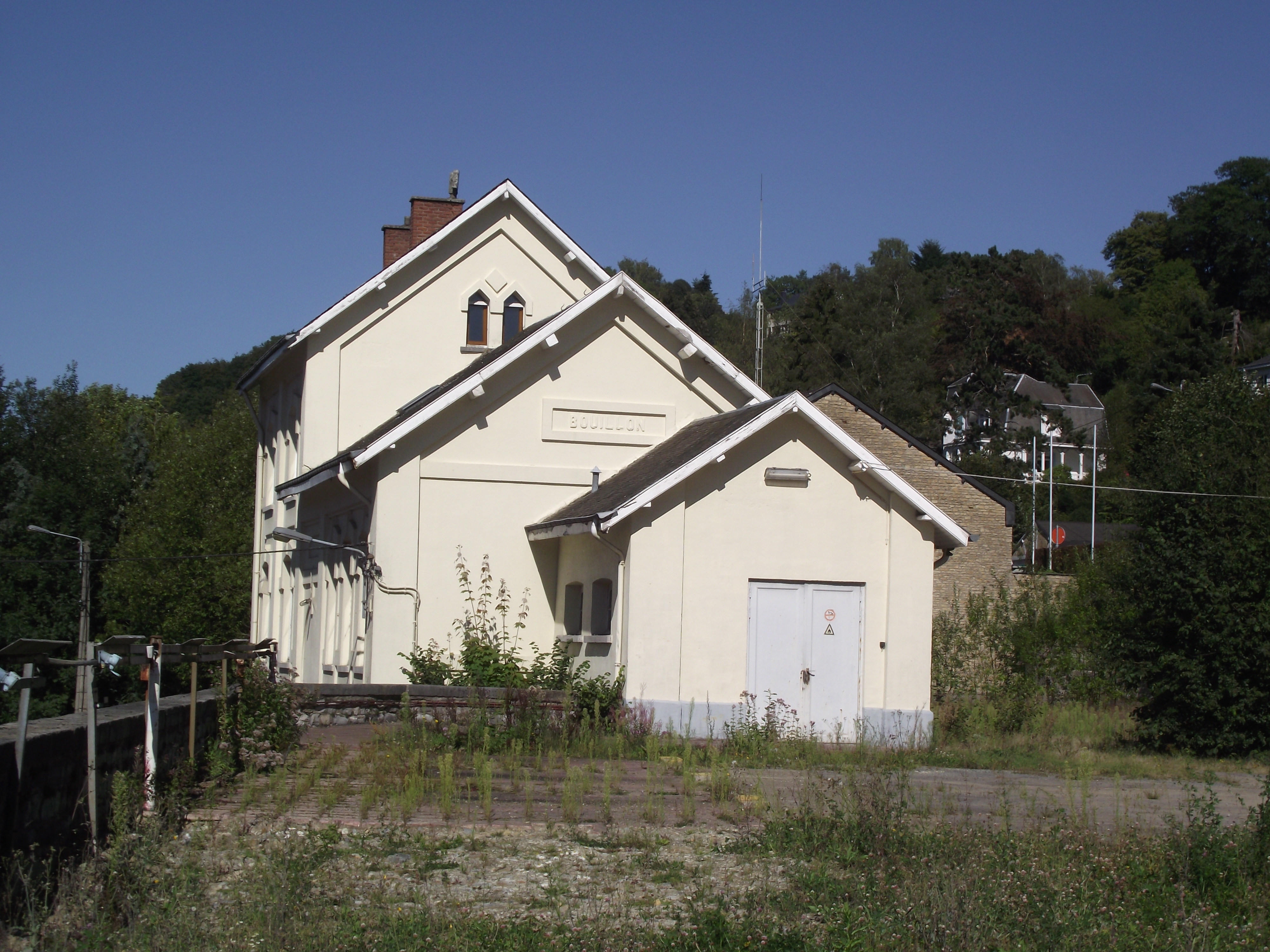
Oud stationsgebouw van Bouillon
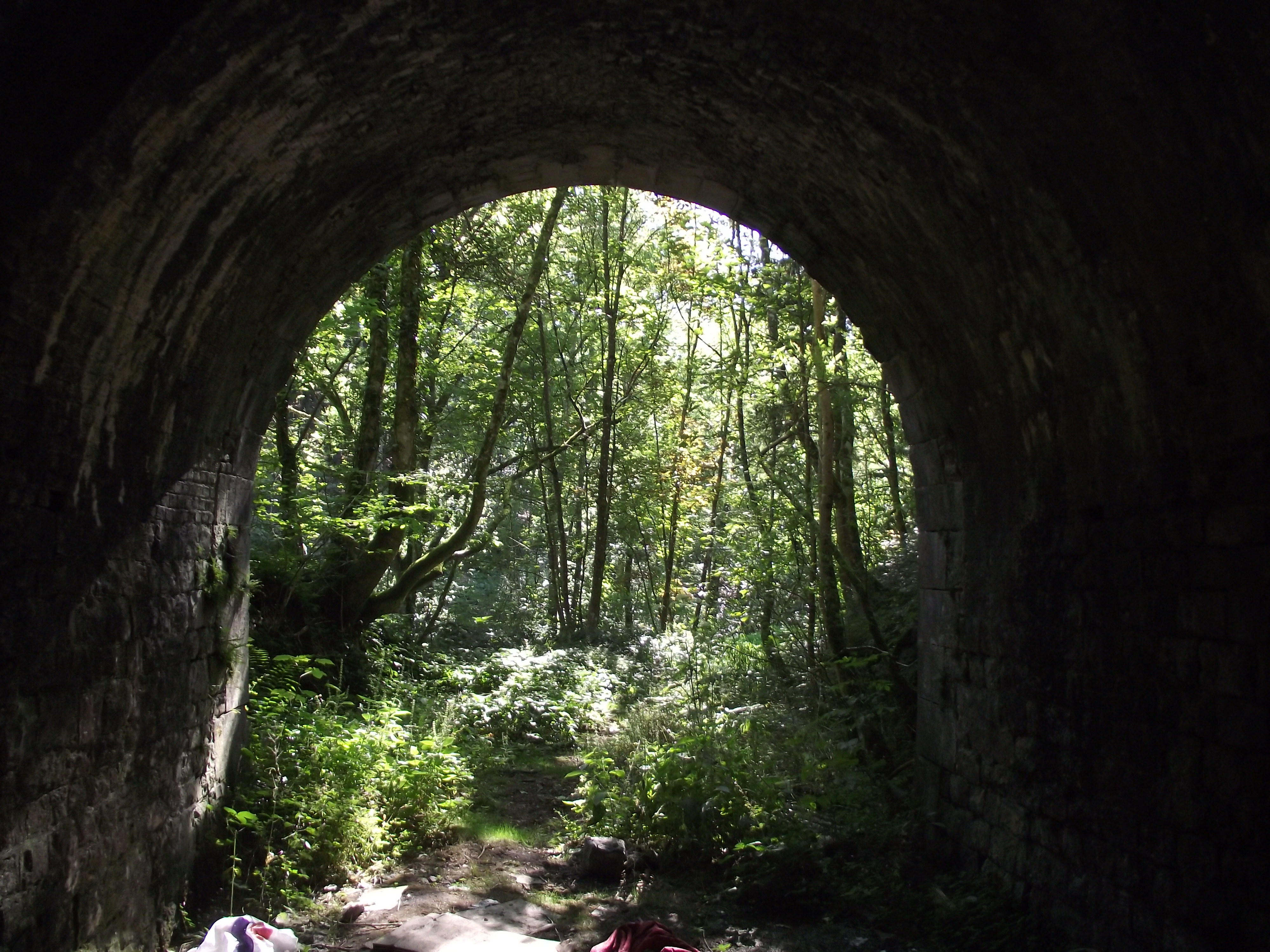
Tunneluitgang in Bouillon

## Geïsoleerde lijnen

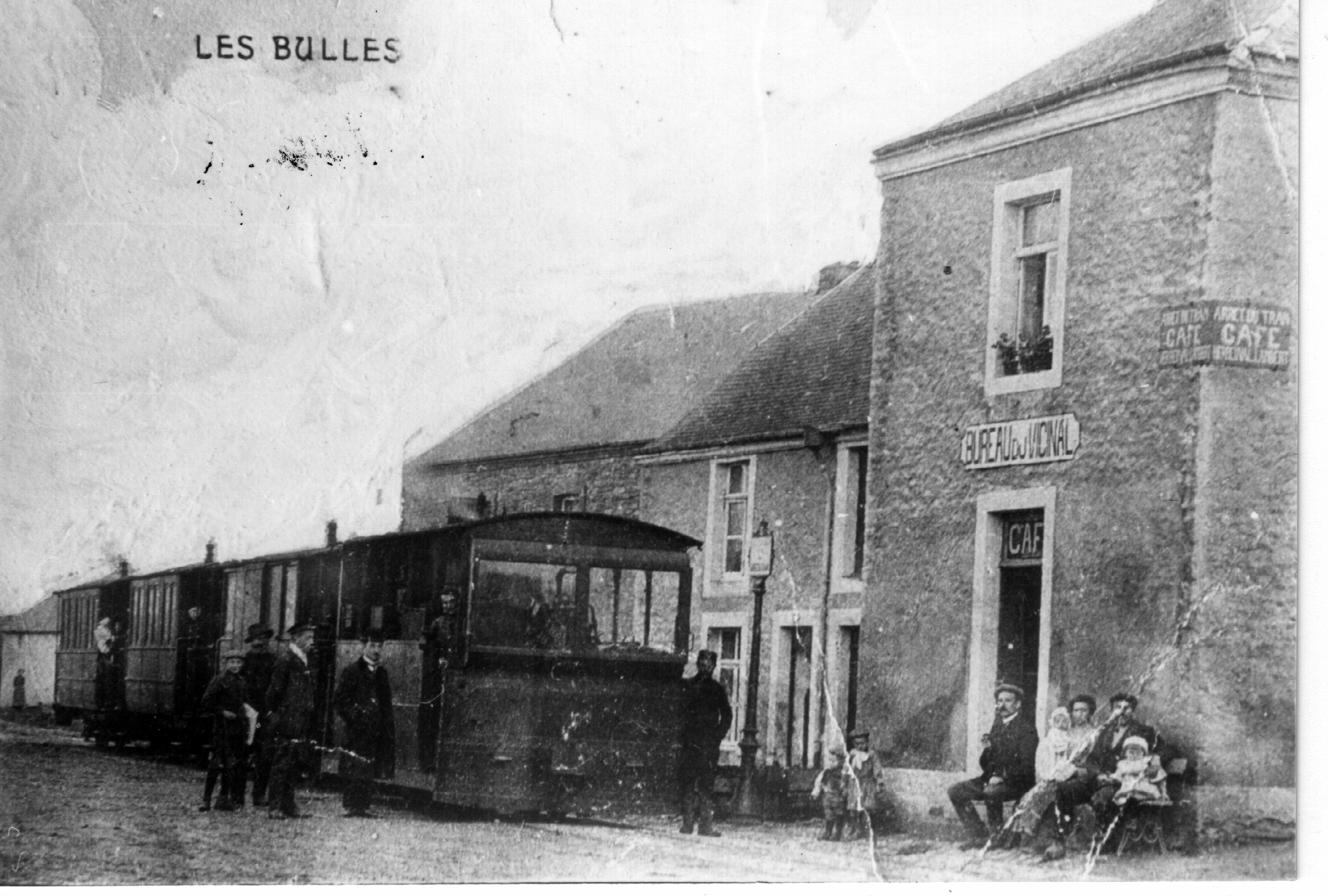
Stoomtram in 1912 bij de halte van "Les Bulles" op de lijn 558.

- 499 Vielsalm – Salmchâteaux – Sarts – Hébronval – Verleumont – Lierneux: Pachter tot 1919: CFRB (SA pour l'Exploitation des Chemins de Fer Regionaux en Belgique)
- 504 Houffalize – Vissoule – Hardigny – Bourcy: Pachter tot 1920: CFRB
- 523 Etalle – Sainte-Marie (dorp, station) – Tintigny – Bellefontaine (dorp, station) – Gérouville – Limes – Orval – Villers-devant-Orval: Pachter tot 1920: CFP (SA des Chemins de Fer Provinciaux)
- 558 Marbehan – Orsinfaing – Rossignol – Termes – Les Bulles – Jamoigne (dorp) – Izel – Florenville (station, dorp) – Chassepierre – Fontenoille (halte) – Sainte-Cécile: Nooit verpacht

## Eerste/Laatste buurttram in de provincie

Buurtspoorweglijnen en spoorlijnen in de provincie Luxemburg en hertogdom Luxemburg

De eerste buurtspoorlijnen in de provincie zijn de Poix - St. Hubert (lijn 509) geopend op 1 oktober 1886 en de Melreux - Tannerie Racot (lijn 500) geopend op 9 oktober 1886 (lijn 509). De meeste lijnen werden in de jaren 1950 opgeheven. De laatste opgeheven lijn is Bastenaken - Martelange (lijn 516) die op 1 september 1960 is opgeheven voor reizigers en een maand later op 30 september voor goederen. De lijn naar de grotten van Han is nooit gesloten geweest. De Hotton - Manhay (lijn 579) is gesloten op 1 december 1959, maar hiervan is de sectie Pont d'Erezée - Manhay sinds 25 juni 1966 overgenomen door het toeristische trambedrijf van de TTA (Tramway Touristique de l'Aisne).

## Stelplaatsen
- Arlon (gare), Arlon (Ste.Croix)
- Baconfoy, Bastogne, Bouillon
- Comblain-La-Tour(*), Corbion
- Etalle, Ethe
- Han-sur-Lesse, Houffalize
- La Roche, Lierneux (*)
- Maissin, Manhay, Marloie, Martelange
- Pussemange
- Ste Cécile, St.Hubert
- Villers-devant-Orval
- Wellin

(*)= gelegen in de provincie Luik

## NMVB in de andere provincies
- Antwerpen: Buurtspoorwegen van de provincie Antwerpen
- Brabant: Buurtspoorwegen van de provincie Brabant
- Oost-Vlaanderen: Buurtspoorwegen van de provincie Oost-Vlaanderen
- West-Vlaanderen: Buurtspoorwegen van de provincie West-Vlaanderen
- Limburg: Buurtspoorwegen van de provincie Limburg
- Luik: Buurtspoorwegen van de provincie Luik
- Namen: Buurtspoorwegen van de provincie Namen
- Henegouwen: Buurtspoorwegen van de provincie Henegouwen